# Plectophomella nypae
Plectophomella nypae är en svampart som beskrevs av K.D. Hyde & B. Sutton 1992. Plectophomella nypae ingår i släktet Plectophomella, divisionen sporsäcksvampar och riket svampar.   Inga underarter finns listade i Catalogue of Life.